# Erika Jones
Erika Jones (nacida Erika Rae Anschutz; 23 de diciembre de 1988) es una deportista estadounidense que compitió en tiro con arco, en la modalidad de arco compuesto.
Ganó seis medallas en el Campeonato Mundial de Tiro con Arco al Aire Libre entre los años 2005 y 2013, y cuatro medallas en el Campeonato Mundial de Tiro con Arco en Sala entre los años 2009 y 2014.

## Palmarés internacional
| Campeonato Mundial al Aire Libre | Campeonato Mundial al Aire Libre | Campeonato Mundial al Aire Libre | Campeonato Mundial al Aire Libre |
| Año                              | Lugar                            | Medalla                          | Prueba                           |
| -------------------------------- | -------------------------------- | -------------------------------- | -------------------------------- |
| 2005                             | Madrid (España)                  | Medalla de plata                 | Equipo                           |
| 2007                             | Leipzig (Alemania)               | Medalla de bronce                | Equipo                           |
| 2009                             | Ulsan (Corea del Sur)            | Medalla de bronce                | Equipo                           |
| 2011                             | Turín (Italia)                   | Medalla de oro                   | Equipo                           |
| 2011                             | Turín (Italia)                   | Medalla de bronce                | Individual                       |
| 2013                             | Belek (Turquía)                  | Medalla de bronce                | Equipo mixto                     |
| Campeonato Mundial en Sala       |                                  |                                  |                                  |
| Año                              | Lugar                            | Medalla                          | Prueba                           |
| 2009                             | Rzeszów (Polonia)                | Medalla de oro                   | Equipo                           |
| 2009                             | Rzeszów (Polonia)                | Medalla de bronce                | Individual                       |
| 2012                             | Las Vegas (Estados Unidos)       | Medalla de oro                   | Equipo                           |
| 2014                             | Nimes (Francia)                  | Medalla de plata                 | Equipo                           |